# Placonotus pseudomodestus
Placonotus pseudomodestus is een keversoort uit de familie dwergschorskevers (Laemophloeidae). De wetenschappelijke naam van de soort werd in 1984 gepubliceerd door Oldfield Thomas.